# Zuilichem
Zuilichem (51° 49′ N, 5° 08′ L) é uma cidade dos Países Baixos, na província de Guéldria. Zuilichem pertence ao município de Zaltbommel, e está situada a 11 km, a leste de Gorinchem.
Em 2001, a cidade de Zuilichem tinha 764 habitantes. A área urbana da cidade é de 0.19 km², e tem 298 residências.
A área de Zuilichem, que também inclui as partes periféricas da cidade, bem como a zona rural circundante, tem uma população estimada em 1490 habitantes.